# Természeti tőke
Az 1992-ben, Rio de Janeiróban megrendezett Környezet és Fejlődés Konferencián  elfogadott, a "Feladatok a XXI. századra” (Agenda 21) című programban kinyilvánították, hogy a fenntarthatóság gazdaságirányításba való integrálásához vezető út első lépése megfelelő minőségű és részletezettségű statisztikák előállítása a természeti erőforrásokról és az emberi tevékenység által keletkezett mellékterméket elnyelő környezetről. Ezt a célt szolgálja többek között a természeti tőke (NC – Natural Capital) állapotának és változásainak számszerűsítése.

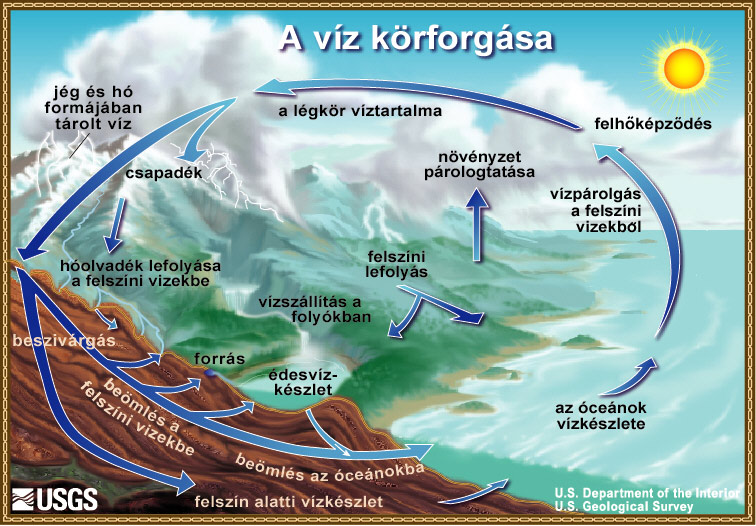
Víz körforgása a szennyeződéseket is mozgatja

## A természeti tőke fogalma
A „természeti tőke” kifejezés a környezeti rendszerek élő és élettelen elemeire utal (kivéve az embereket és a mesterségesen létrehozott elemeket), amik hozzájárulnak az ember számára értékes termékek előállításához és szolgáltatások nyújtásához.
A természeti tőke magába foglalja a természet által biztosított, számunkra a létfenntartásunkhoz nélkülözhetetlen alapfeltételek összességét. A természeti tőke körébe tartozik többek között a termőföld, a nyersanyagok, a friss víz és a tiszta levegő.
„A természeti tőke a tőke gazdasági értelmezésének kiterjesztése a környezeti értékekre és szolgáltatásokra. A természeti tőke a természetes ökoszisztémák állományként történő értelmezése, amely értékes ökoszisztéma-szolgáltatásokat tud létrehozni a jövőben. … Az ökoszisztéma-szolgáltatások folyamatos árama azt követeli, hogy az ökoszisztémák teljes rendszerként működjenek, ezért a rendszer struktúrája és változatossága fontos összetevői a természeti tőkének.” (Robert Constanza, 2008)
A tőke fogalmába értendő összetevők számos formában jelentkezhetnek, ideértve a létrehozott tőkét (épületek, gépek, berendezések stb.), emberi tőkét (tudás, szaktudás, tapasztalat, egészség stb.), társadalmi tőkét (kapcsolatok, intézmények stb.) és pénzügyi tőkét (pénzügyi vagyon), természeti tőkét.
A tőke több megjelenési formájának együttműködésével valósul meg a termékek és szolgáltatások előállítása. Például a halászathoz szükséges a halállomány (természeti tőke), ami a magas minőségű élőhelytől függ (természeti tőke), de ugyanúgy függ a halászhajóktól (gyártott tőke, pénzügyi tőkével támogatva), a halászok szaktudásától és tapasztalatától (humán tőke) és a halászathoz kapcsolódó kormányzati irányítási rendszertől (társadalmi tőke).

## Ökoszisztéma-szolgáltatások
A környezeti rendszerek az emberi életet ökoszisztéma-szolgáltatások útján támogatják. Az ökoszisztéma-szolgáltatások a környezeti rendszereknek azon jellemzői és folyamatai, amelyek az emberiség számára hasznot teremtenek, vagy hozzájárulnak ahhoz. Az ökoszisztéma-szolgáltatások minőségét meghatározza a szolgáltatást biztosító környezeti rendszer állapota, azaz a szolgáltatást létrehozó természeti tőke értéke.
Megjegyzés: az "ökoszisztéma-szolgáltatás" kifejezés helyett néhány helyen előforduló "környezeti szolgáltatás" kifejezés használata nem szerencsés, mert bár "magyarosabb", azonban könnyen és tévesen a környezetvédelmi szolgáltatásokkal (hulladékszállítás, szennyvíztisztítás stb.) azonosítható.
Az erdősített folyóparti árterületek megkötik a talajt és ezzel javítják a folyón lejjebb élő emberek számára elérhető vízminőséget. A vízi élőhelyek fenntartják a táplálék céljára kifogott halállományt, a mangrove erdők stabilizálják a partvonalat és csökkentik viharok által okozott károkat, az erdők és az óceánok megkötik a szenet, ezzel hozzájárulnak az éghajlat szabályzásához, a tavak és hegyek gyönyörködtetnek, lehetőséget adnak a kikapcsolódásra vagy a lelki feltöltődésre.

## A természeti tőke megőrzése
A természeti tőke megőrzése alapvető érdekünk. A 21. század egyik fő kihívása olyan gazdasági, társadalmi és kormányzati rendszer kiépítése, amely képes véget vetni a szegénységnek, biztosítani a népesség és fogyasztás fenntartható szintjét, miközben biztosítja az emberiség jelenlegi és jövőbeni jólétét.
A jelenlegi rendszereinkben alapvető aszimmetria figyelhető meg a gazdasági rendszereink központi elemeiben, amelyek  a rövid életciklusú termékeket és a fogyasztói társadalmat támogatják, háttérbe szorítva az emberiség hosszútávú jólétéhez szükséges természeti tőkével való gazdálkodást. Ez az aszimmetria várhatóan tovább torzul az elkövetkező évtizedekben, hiszen a világ népességének többsége városokban lakik (2050-re várhatóan a népesség 2/3 része), ahonnan szemlélve a természettel való szoros kapcsolat nem annyira nyilvánvaló, habár nem kevésbé fontos.
A megjelent aszimmetria korrigálásához meg kell változtassuk a természeti tőke felhasználásának módját. A körültekintő, előrelátó felhasználás kialakításához meg kell értsük a természeti tőkének az emberi jól-létben játszott kulcsszerepét és ezt az információt be kell építsük a politikai döntések és irányelvek kialakításának folyamatába. A 21. században a fenntartható fejlődés megvalósítása megköveteli azt a felismerést, hogy a társadalmi és gazdasági fejlődés eleme – és egyben alapja – egy stabil és rugalmas, alkalmazkodásra képes bioszféra.
2005-ben a Millennium Ecosystem Assessment (MA) jelentés eredményeképp került a figyelem központjába  a természeti tőke és az emberi jól-létet támogató ökoszisztéma-szolgáltatások fontossága. Bebizonyította azt is, hogy az emberi tevékenység az ökoszisztéma szolgáltatások jelentős részénél a szolgáltatás hanyatlásához vezetett. Az MA szándéka az volt, hogy a tendenciát megfordító erőfeszítésre ösztönözzön. Jelenleg számos ilyen törekvés figyelhető meg az egyének és közösségek, a vállalkozói és civil szféra szervezetei, kormányzatok, nemzetközi szervezetek részéről.
A PNAS (Proceedings of the National Academy of Sciences of the United States of America) folyóirat 2015. június 16-án különszámban foglalkozott a természeti tőkével, megőrzésének fontosságával.
A természet a gazdaság és a társadalom alapját képezi, ezért a természet degradálásával a gazdasági folyamatokat is korlátozzuk.
A természeti tőke hatékony védelme érdekében szükséges a döntéshozók, a tudományos szféra, a civil szervezetek és az állampolgárok közötti párbeszéd és együttműködés.
Az együttműködés kialakításához szükséges:
- A folyamatok, összefüggések megértése
- Az aktuális helyzetet és a változásokat tükröző mérés javítása
- A következtetések, tapasztalatok beépítése a döntéshozatali folyamatokba
- Ösztönző rendszer átalakítása és fejlesztése[4]

## A természeti tőke értékelése
A természeti tőke értéke megegyezik az önmagában való és a jövőbeli felhasználás értékével, figyelembe véve a nem szokványos mérési módokat (externális hatások, diszkontálás), egyéni használattal vagy nem használattal összefüggő értékeléseket.
Vizsgálható a személyes használattal összefüggő (közvetlen és közvetett) értékek alapján, ahol a közvetlen érték összetevő elemek többnyire áruk formájában kapcsolódnak a személyes használathoz, mint élelmiszer, biomassza és a közvetett elemek között megjelenik az ökológiai funkció.
A személyes használattal össze nem függő értékelemek közé sorolható természeti érték, ami mint létezési érték jelenik meg.
A választási lehetőségek értéke azt jelenti, hogy jelenleg nem használjuk a természeti tőke szolgáltatásait, de jövőben igénybe vehetjük azt. A természeti tőke értékelhető tehát piaci áron alapulva, kinyilvánított preferenciák szerint vagy feltételes értékeléssel.
Az ökoszisztéma-szolgáltatások pénzbeli értékelésének kiemelkedő szerepe van például környezeti hatásvizsgálatok során, Nemzeti Park Igazgatóságok (NPI) költségvetésének, élethely-rekonstrukciók indoklásakor, természetvédelmi támogatások tervezésekor.
A természeti tőke értékelésére számos megközelítés létezik.

### Az értékelési eljárások fejlődésének mérföldkövei[4]
- 1990-es évek végéig:

a "Teljes gazdasági érték" koncepciója és az értékelési eljárások kifejlesztése, nagyrészt csak kutatási szinten
- 2000-es évek eleje:

Megjelenik az „ökoszisztéma-szolgáltatások” fogalma
„azok a hasznok (termékek és szolgáltatások), amelyeket az emberek az ökoszisztémából nyernek” (Millennium Ecosystem Assessment)
- 2006-2010:

TEEB (The Economics of Ecosystem and Biodiversity):
Közgazdasági értékelés fontossága (példákkal)
- 2010:      EU útmutató a Natura 2000 területek hasznainak pénzbeli értékeléséről (mintaprojektekkel)
- 2011:      EU Biodiverzitás Stratégia 2020 Archiválva 2019. szeptember 12-i dátummal a Wayback Machine-ben-ig

Feladatok a tagállamok számára

### A természeti tőke nettó jelenértéke (NPV – Net Present Value)
A nettó jelenérték (NPV) számítással képzett természeti tőke érték az ökoszisztéma szolgáltatások éves árama a teljes időtáv hosszát tekintve, diszkontált értékben.
A közgazdasági szemléletű értékelés számos korlátba ütközik. Alapvető probléma a nem elegendő statisztikai adat rendelkezésre állása, a sokszor bonyolult számítás, a módszertani problémák (pl. diszkontálás mértékének meghatározása, aggregálhatóság kérdése). A közgazdasági értékelés nem veszi figyelembe az ökológiai korlátokat (túlhasználat), a költségek és hasznok elosztását, a potenciális konfliktusokat és társadalmi kérdéseket stb.

### Természeti Tőke Index (NCI – Natural Capital Index)
A Természeti Tőke Index egy átfogó indikátor nagyobb területek ökológiai állapotának egyszerű jellemzésére.
1990-es évek végén először Hollandiában alkalmazták különböző élőhelyekből álló komplex tájnak az egykori természetes állapottól való eltérésének kifejezésére. Az indikátor meghatározása során az élővilág „relatív jelenlétének” a mértékét a természetes növényzet  borítás-arányaival, valamint természetességével jellemzi. Az index értéke annál magasabb, minél nagyobb területen, minél természetesebb állapotbantalálhatók meg az élőhelyek.
NCI = az élőhelyek mennyisége × az élőhelyek minősége

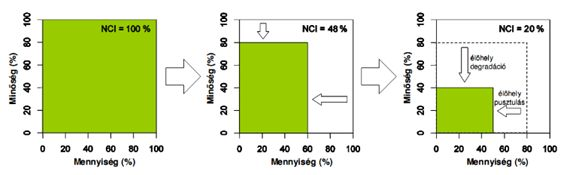
A Természeti Tőke Index (NCI) számítása
(Forrás: Biró Marianna és Molnár Zsolt: Hazánk természeti állapota – Az élőhelyek természetessége, veszélyeztetettsége és a természeti tőke index (Magyar Környezeti Nevelési Egyesület – 2012)

### Növényzet-alapú természeti tőke index
Az emberiség legtöbb tevékenysége meghatározó módon befolyásolja a környező táj természetes élővilágát. Gyakran kényszerülünk a táj állapotát befolyásoló döntések meghozatalára, amikor a lehetséges alternatívák körültekintő értékelése szükséges ahhoz, hogy a lehető legkevesebb káros hatást eredményező megoldások kerüljenek előtérbe. Ehhez szükséges egy olyan laikusok számárai értelmezhető mérőszámok kialakítása, amely szakmailag megalapozott, áttekintő értékelést tudnak adni az élővilág állapotáról és változásairól.
Nemzetközi szinten az ún. „aggregált biodiverzitás-indikátor” az elfogadott, ami a bolygónk élővilágában bekövetkező nagyléptékű változások követésére alkalmas.
A „nemzeti” biodiverzitás-indikátor a növényzet-alapú természeti tőke index, amelynek segítségével kisebb-nagyobb területek  természeti állapota könnyen áttekinthető.
Az indexet speciálisa a MÉTA adatbázisra fejlesztették ki, de bármilyen hasonló, élőhely-kategóriákkal és természetességi mutatókkal dolgozó élőhely-térképezés adataival is használható.